# Volucella nigra
Volucella nigra är en tvåvingeart som först beskrevs av Geoffroy 1785.  Volucella nigra ingår i släktet humleblomflugor, och familjen svävflugor.
Artens utbredningsområde är Frankrike. Inga underarter finns listade i Catalogue of Life.